# Jevišovka
Jevišovka – wieś na Morawach, w Czechach, w kraju południowomorawskim. Według danych z 31 grudnia 2006 liczba jego mieszkańców wyniosła 568 osób.
W miejscowości jest przystanek kolejowy Jevišovka.